# 格赖涅
格赖涅（法語：Graignes，法語發音：[ɡʁɛɲ]）是法国芒什省的一个旧市镇，属于圣洛区。2007年，格赖涅与市镇勒梅尼勒昂戈合并为新市镇格赖涅-梅尼勒昂戈。

## 地理
格赖涅（49°15'N, 1°12'W）面积14.27 平方千米，位于法国诺曼底大区芒什省，该省份为法国西北部沿海省份，西、北、东北三面环大西洋，东起顺时针与卡爾瓦多斯省、奧恩省、马耶讷省和伊勒-维莱讷省接壤。
格赖涅的时区为UTC+01:00、UTC+02:00（夏令时）。

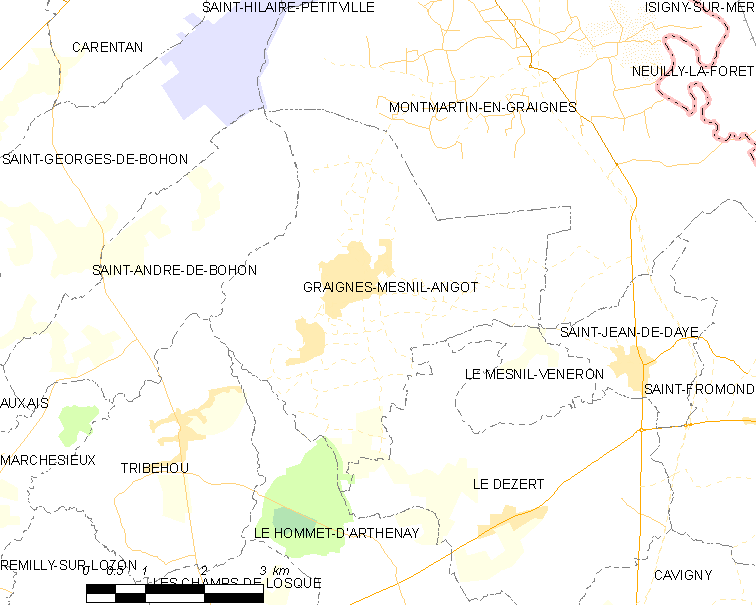
格赖涅的OSM定位图

## 行政
格赖涅的邮政编码为50620，INSEE市镇编码为50216。

## 政治
格赖涅所属的省级选区为。

## 人口

1962-2008年间格赖涅人口变化图示

格赖涅于1999时的人口数量为617人。